# エマ (曲)
『エマ』は、日本のロックバンド・go!go!vanillasが2014年8月6日にSEEZ RECORDSから発売した、TOWER RECORDS限定販売のシングルである。

## 概要
TOWER RECORDS限定シングル。インディーズで最後のリリースである。
通常盤のみのリリース。「バニラ=820」の語呂合わせにちなんで、820円で販売された。
2014年6月9日（=ロックの日）6時9分に今作のリリースが発表された。
7月15日に表題曲「エマ」のミュージック・ビデオとジャケットが公開された。
今作を引っ提げて、8月20日に『エマージェンシーパーティー』が開催され、ライブ内ではメジャー・デビューが発表された。

## 収録内容
| 全編曲: go!go!vanillas。 |                          |            |       |
| #                        | タイトル                 | 作詞・作曲 | 時間  |
| 1.                       | 「エマ」                 | 牧達弥     | 03:27 |
| 2.                       | 「となりの町のお嬢さん」 | 吉田拓郎   | 04:38 |
| 3.                       | 「ルーシア」             | 牧達弥     | 03:09 |

## 楽曲解説
1. エマ
  - 今作の表題曲。
  - アルバム「Magic Number」に収録されている。また、アレンジバージョンは「DREAMS - gift」に収録されている。
  - タイトルの「エマ」は「エマージェンシー」の意[8]。「周りに流されずに、自分の好きなモノくらい、ちゃんと自分で判断しようよ」という警告のメッセージが込められている。
  - バンドの代表曲であり、ライブの定番曲である[9]。
2. となりの町のお嬢さん
  - 吉田拓郎の楽曲のカバー。牧が吉田拓郎を好きなためカバーした。この曲を印象付けるためあえて2曲目に収録した[8][注釈 1]。
3. ルーシア
  - バンドに宮川やジェットセイヤが加入する前から存在する曲[8]。自主製作盤である『ロック少年の目覚め/ルーシア』にも収録されていた[10]。

## 参加ミュージシャン
go!go!vanillas
- 牧達弥（ボーカル・ギター）
- 宮川怜也（ギター）
- 長谷川プリティ敬祐（ベース）
- ジェットセイヤ（ドラムス）

## エマ (alt ver.)
『エマ (alt ver.)』（エマ オルタナティブ バージョン）は、日本のロックバンド・go!go!vanillasが2023年8月27日にGetting Betterから発売した、デジタルシングルである。

### 概要
前作「Two of Us feat. 林萌々子」から約10か月ぶりとなる配信限定シングルでアルバム『DREAMS - gift』からの先行シングル。
「エマ」のリアレンジバージョン。演奏にはピアノ、バイオリン、フィドル等の楽器が追加された。
2023年8月26日に『DREAMS - gift』の収録内容の詳細が公表されると同時に今作のリリースが発表され、翌8月27日に配信リリースされた。
ジャケットはシングル「エマ」のジャケット候補だったもの。

### 楽曲
| #  | タイトル            | 作詞・作曲 | 編曲                                                   | 時間  |
| -- | ------------------- | ---------- | ------------------------------------------------------ | ----- |
| 1. | 「エマ (alt ver.)」 | 牧達弥     | go!go!vanillas 井上惇志 手島宏夢 ファンファン 山田丈造 | 03:04 |

### 参加ミュージシャン
go!go!vanillas
- 牧達弥（ボーカル・ギター）
- 柳沢進太郎（ギター・ボーカル）
- 長谷川プリティ敬祐（ベース）
- ジェットセイヤ（ドラムス）

Additional Musicians
- 井上惇志（showmore）（ピアノ・キーボード）
- 手島宏夢（フィドル・マンドリン）
- ファンファン（トランペット）
- 山田丈造（トランペット）

## ライブ映像作品
エマ
- Magic Number（初回限定盤）
- おはようカルチャー（完全限定生産盤）
- SUMMER BREEZE / スタンドバイミー（完全限定生産盤）
- 鏡 e.p.（完全限定生産盤）
- PANDORA（完全限定生産盤）
- 1st LIVE FILM -AMAZING BUDOKAN 2020-
- 青いの。（完全限定生産盤）
- LIVE FILM -My Favorite Things-
- LIVE FILM「東京 Lab. ストーリー」2024.11.10 両国国技館
- SCARY MONSTERS EP